# SEAT León I
El SEAT León es un automóvil de turismo del segmento C producido por el fabricante español SEAT esta primera generación desde el año 1998 hasta 2006.

## Primera generación (1998-2006)
La primera generación del León (1M /1M1) fue lanzada al mercado en septiembre de 1998, basado en la segunda generación del SEAT Toledo, ambos modelos eran idénticos a diferencia de la parte trasera, mientras que el Toledo era un sedán de cuatro puertas, el León era la variante corta con carrocería hatchback de cinco puertas, diseñados por Giorgetto Giugiaro. La plataforma utilizada era la denominada "A4" (PQ34) de la cuarta generación de los Volkswagen Golf y Jetta, y de la primera generación de los Audi A3, Audi TT y Škoda Octavia. 

### Motorizaciones
Los motores gasolina eran un 1.4 litros de 75 CV de potencia máxima, un 1.6 litros de 101 o 105 CV, un 1.8 litros en versiones atmosféricas de 125 CV y con turbocompresor de 180 CV y 210 CV (luego 225 CV), y un 2.8 litros de 204 CV. El gasolina de 2.8 litros es un VR6 de bloques desplazados, y el resto cuatro cilindros en línea. El 1.6 litros de 101 CV tiene dos válvulas por cilindro, el 1.8 litros tiene cinco y los motores restantes cuatro.
El único motor diésel era el  1.9 litros de cuatro cilindros en línea, que se ofrecía en variante atmosférica de 68 CV y con turbocompresor de 90, 100, 110, 130 y 150 CV, todas ellas con inyección directa (con alimentación por inyector-bomba en las versiones de 100, 130 y 150 CV y bomba rotativa las de 68, 90 y 110).
El SEAT León incorporó numerosas variantes deportivas. Entre ellas está la versión FR, que poseía el motor diésel de 150 CV o el de gasolina de 180 CV; la Cupra, que incorporaba el de gasolina 2.8 VR6 de bloques desplazados; y la 1.8T Cupra R, que tenía el motor de gasolina de 1.8 litros y 225 CV. Algunas de las versiones incorporaban tracción a las cuatro ruedas.

### Acabados
En un principio los acabados fueron 3: Stella, Signo y Sport. Más tarde llegarían los acabados deportivos FR (que significa Fórmula Racing), Cupra y Cupra R (que significa Cup Racing, en español Copa Racing).
En 2003 sufre unas pequeñas modificaciones. La más notable son los retrovisores exteriores con forma de gota que se estaban incluyendo en toda la gama SEAT, así como nuevas llantas y poco más.
- Stella:

Era el acabado básico/medio de gama.
- Signa (anteriormente Signo):

Era el acabado alto de la gama.
- Sport:

Era el acabado básico deportivo, con un mejor equipamiento.
- FR:

Era la versión media deportiva con unas defensas diferentes y retrovisores grises y doble escape cromado. En 2006 como despedida del modelo sale, el León FR Special Edition, que venia con defensas Cupra y llantas Cupra 17, el logotipo FR era completamente rojo y seguía teniendo los retrovisores grises que caracterizaban el modelo.
- Cupra/Cupra R:

Era la versión deportiva alta de gama, estéticamente heredaría la imagen del Toledo Concept Cupra de 1999 con unas defensas deportivas muy similares, con un gran escape ovalado cromado, cuando apareció el acabado FR, este paso a heredar las defensas del Cupra, mientras que el Cupra se le cambiarían las defensas por otras que le daban un toque todavía más deportivo, al final de su vida comercial se le añadieron unos retrovisores en negro brillo. A este acabado le acompañó el Cupra R que era más potente que el Cupra normal y tenía algo más de equipamiento. El Cupra R se presentó como concept pre serie del modelo en el salón del automóvil de Barcelona del año 2001, en un color blanco marfil y destacaban los nuevos paragolpes, logo león la parte central del portón y los logos R, llantas de 18" con frenos brembo y discos perforados.  

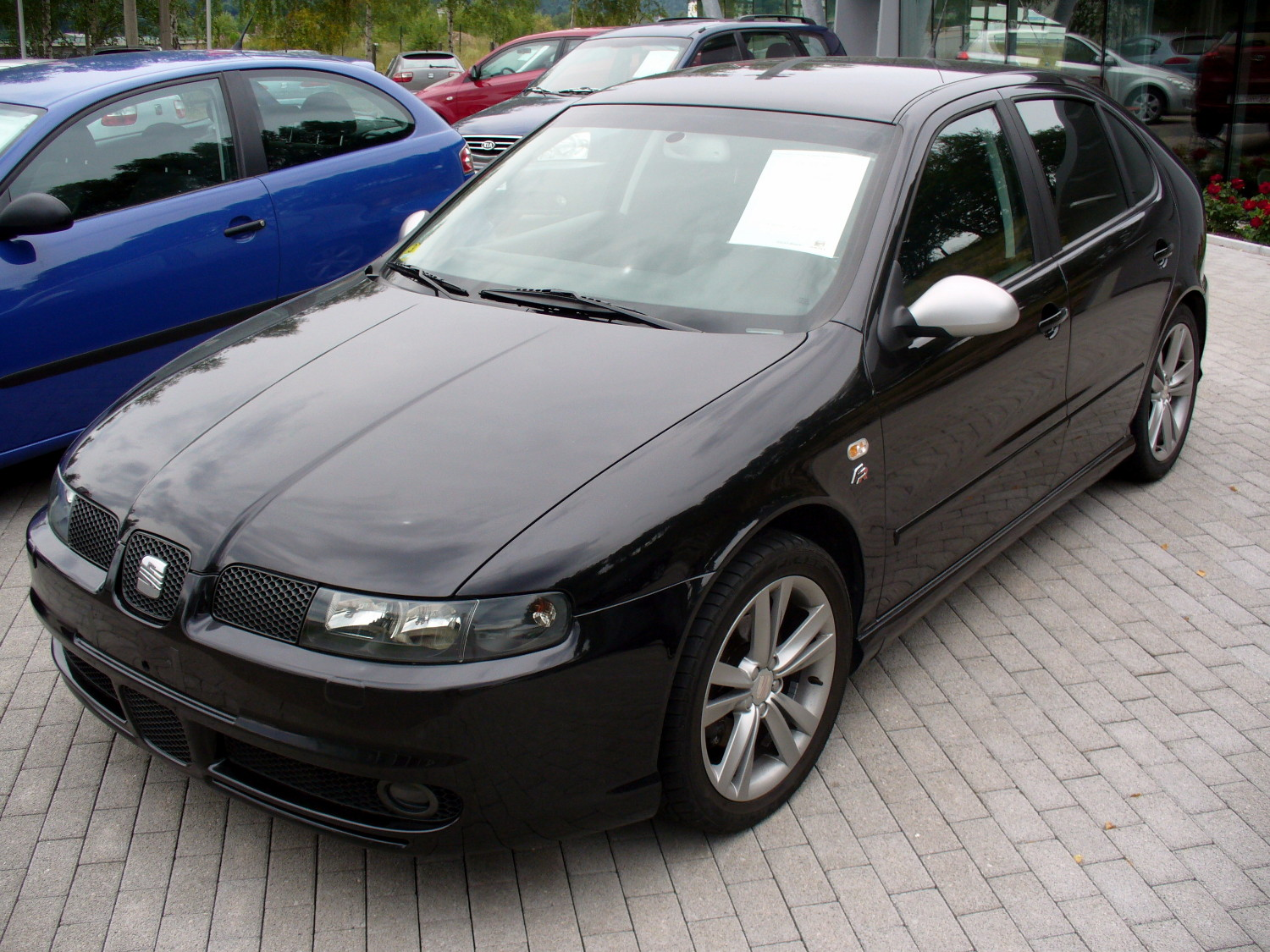
SEAT Leon 1M FR
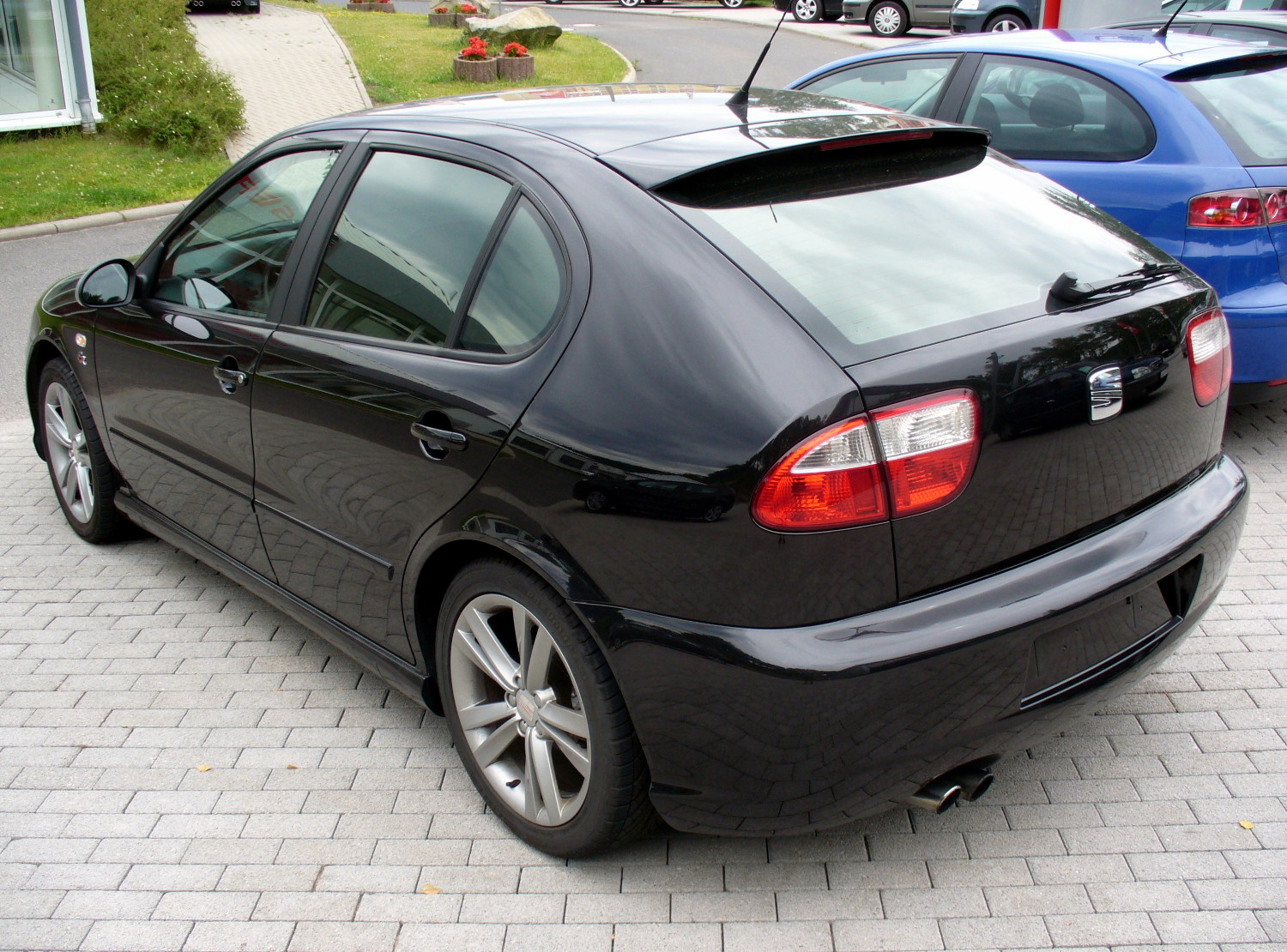
SEAT Leon 1M FR vista posterior
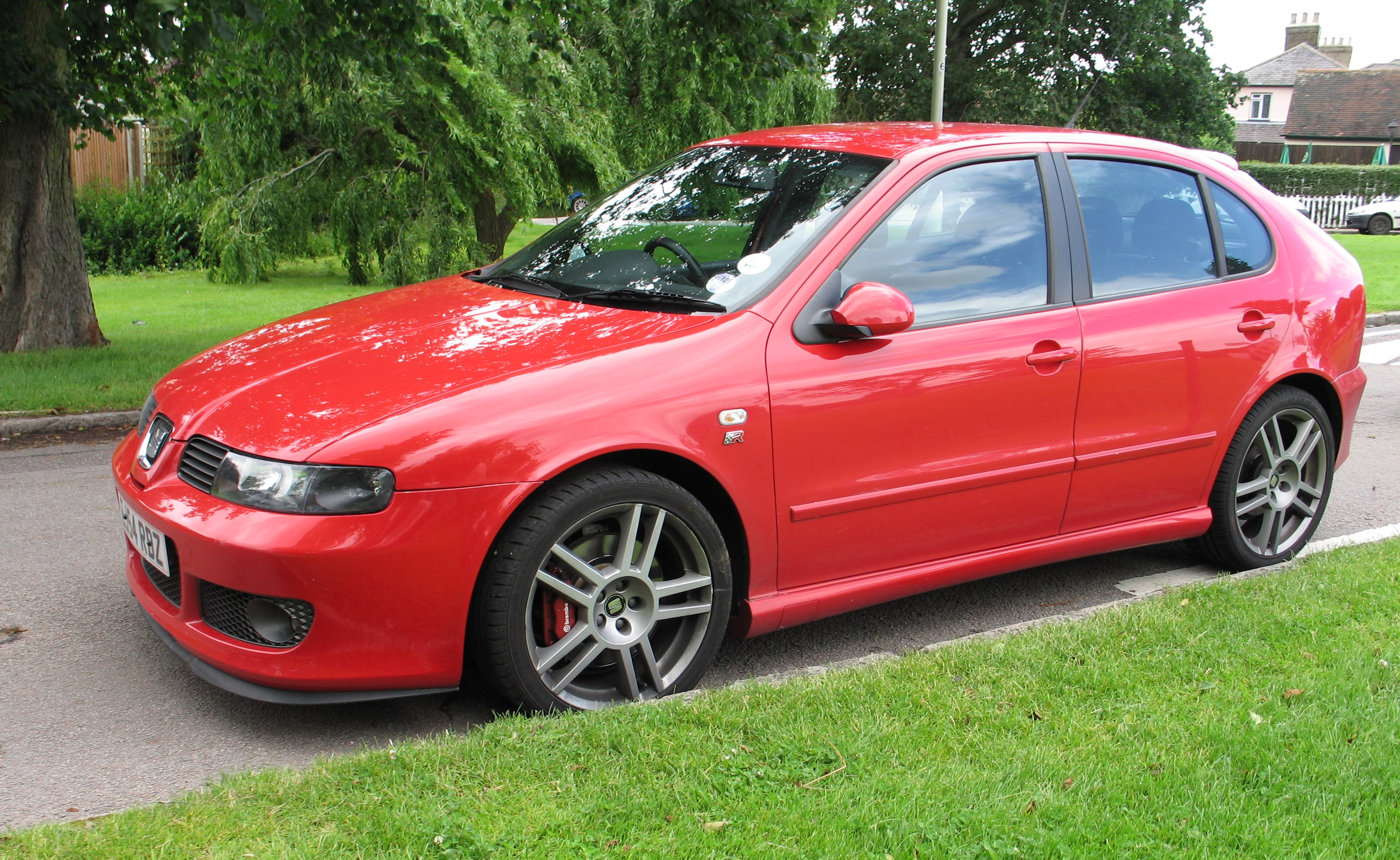
SEAT Leon 1M Cupra R
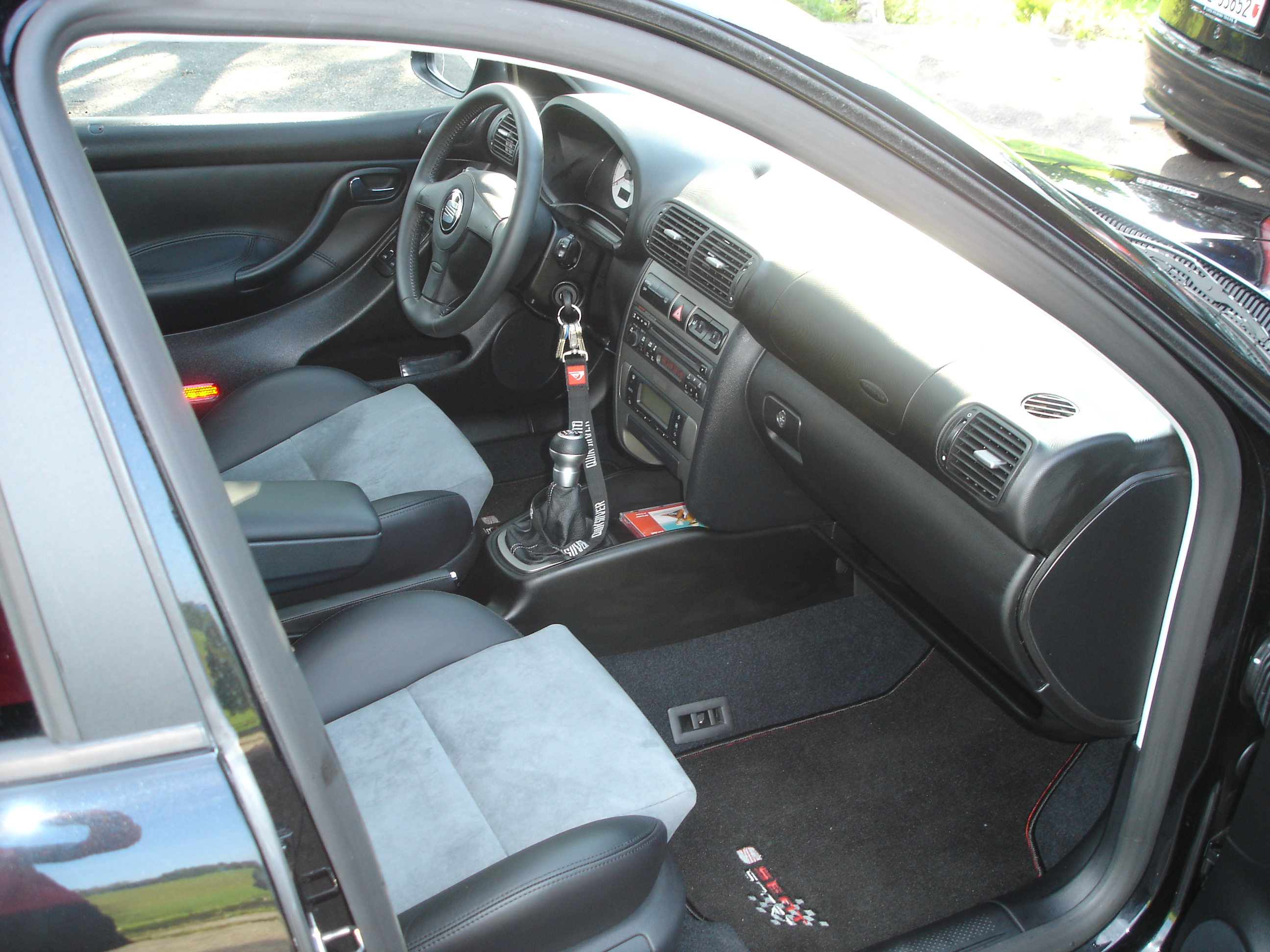
SEAT Leon 1M Interior

#### Ediciones especiales/Series limitadas
| 2000/2002 | 20VT 4                                              |       |  |
| Es el acabado Sport con el motor 1.8T de 180 CV, tiene tracción total a las 4 ruedas con unas llantas multiradio. Esta versión era la alta de gama antes de llegar los modelos FR y Cupra. |                                                     |       |  |
| 2002 | Sports Limited                                      | Sport |  |
| Es el acabado Sport pero en esta versión limitada viene con un equipamiento de serie mayor. Trae una pequeña pegatina con el nombre Sports Limited en la aleta delantera. |                                                     |       |  |
| 2003 | Cupra 4                                             |       |  |
| Es el acabado Cupra con tracción a las 4 ruedas y asientos Recaro de cuero deportivos. |                                                     |       |  |
| 2004 | Marc Duez: Era una serie limitada (Bélgica).        |       |  |
| Se trata de un TDI en acabado FR preparado por SEAT Sport que dispone de 163 caballos, es decir, comparte el motor con el Ibiza Cupra TDI. Disponía de llantas de 18" BBS y suspensión rebajada. También contaba con la firma de Marc Duez. |                                                     |       |  |
| 2004 | S: (Bélgica).                                       |       |  |
| Es similar al acabado Sport, con logo S. En Luxemburgo se le conoce como Espíritu, en Bélgica Air Plus, en Alemania como Genio, pero esta vez dispone de embellecedores en lugar de llantas de aleación. |                                                     |       |  |
| 2004 | Sport S: (Francia)                                  |       |  |
| Edición limitada de 500 unidades en 2004. Fue ofertada en Francia. Era similar al FR, con un equipamiento muy completo. Dispone del motor 1.8T y 1.9 TDi 150, y TDi 130 |                                                     |       |  |
| 2006 | Última Edición y/o Last Edition                     |       |  |
| El equipamiento es muy completo, pero solo dos motores disponibles: el motor diésel de 1.9 TDi con 100 CV y el motor gasolina 1.6 16v de 105 CV. |                                                     |       |  |
| 2003 | Cupra 4 TDI                                         | Cupra |  |
| Con el motor 1.9 TDI 150 CV y con tracción a las 4 ruedas. |                                                     |       |  |
| 2004 | Cupra 4 Kompressor: Es una edición solo para Suiza. |       |  |
| Lleva un motor 2.8 V6 Kompressor con una potencia de 280 CV. |                                                     |       |  |
| 2004 | Cupra R Suiza Copa: (Suiza 2004)                    |       |  |
| Es una edición para Suiza que monta un motor 1.8 20VT con una potencia de 225 CV. Trae una llantas ABT de serie, en medida igual a la de serie, pestañas en los faros, y un nuevo alerón en el portón. Luego lo que más destaca es la tapicería de cuero negro con el centro en cuero rojo y el bordado R Suiza Copa en los respaldos de los asientos delanteros con detalles rojos en volante. |                                                     |       |  |

### Prototipos
- Coupé Sbarro: Presentado en el Salón del Automóvil de Essen a fines de 2001, se trata de un proyecto de León coupé concept, que Franco Sbarro desarrolla en su escuela, donde enseña a sus estudiantes a ser creativos dentro de las pautas impuestas por el fabricante del vehículo. El modelo pasa a ser en 2 plazas con el motor en la parte trasera del vehículo que ha sido modificada con unas rejillas estilo Ferrari.

- 50 Aniversario: En 2003 SEAT cumple 50 años y presenta un León en color azul marino con el logotipo 50 al lado de la inscripción León. Llaman la atención sus llantas pulidas y su interior, en color crema con asientos Recaro.

### Competición
La Supercopa León era un campeonato monomarca de turismos, cuyos automóviles derivaban del León I Cupra R.

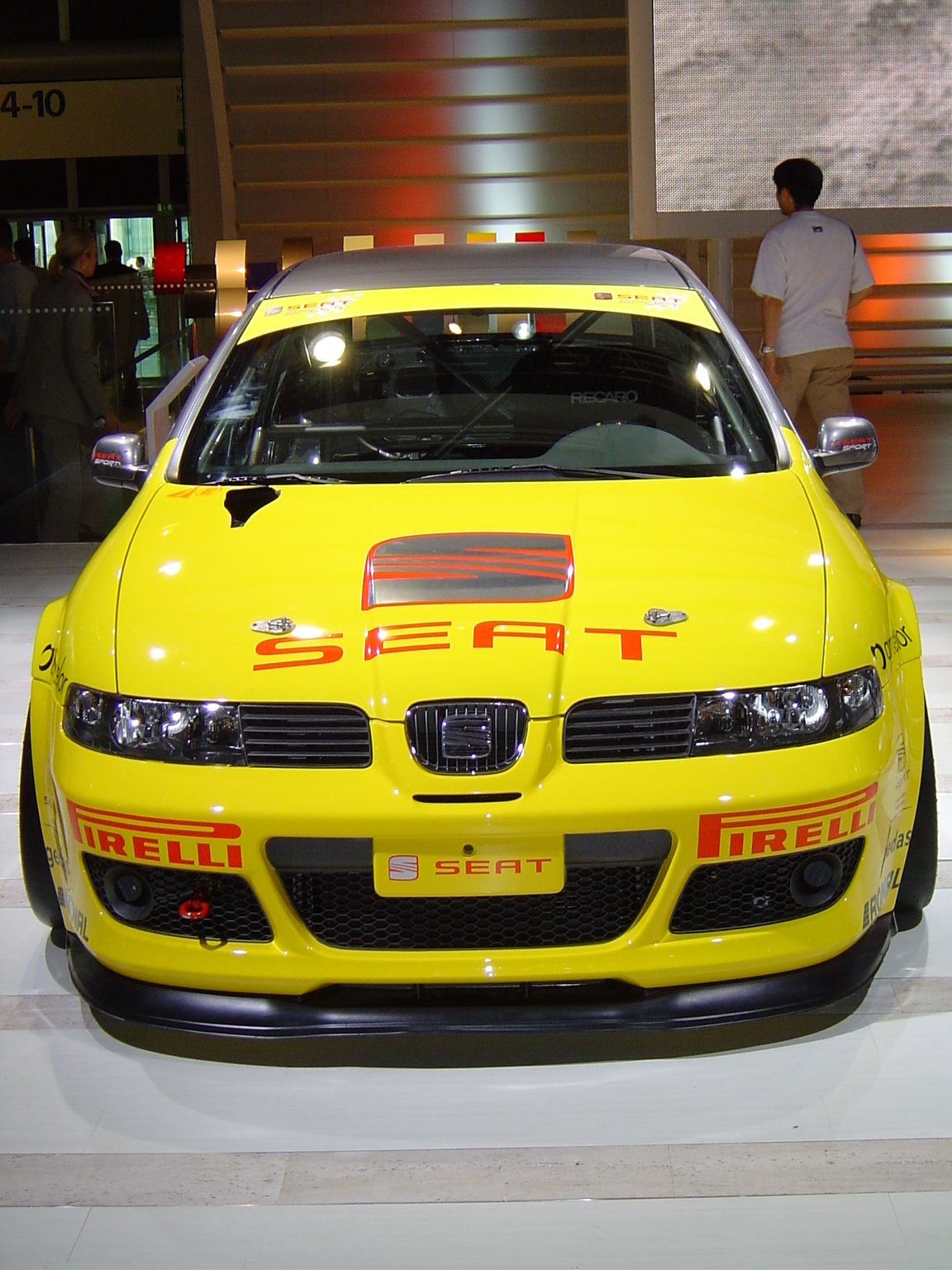
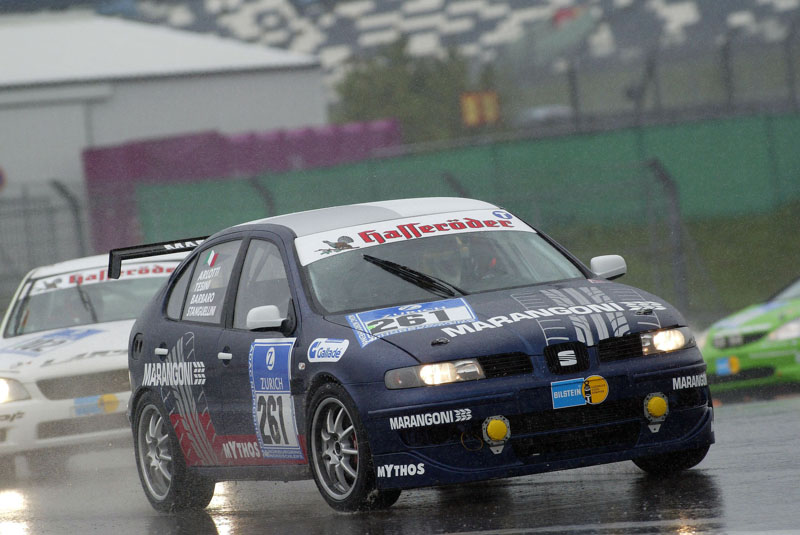